# Maladera trichotibialis
Maladera trichotibialis är en skalbaggsart som beskrevs av Ahrens 2004. Maladera trichotibialis ingår i släktet Maladera och familjen Melolonthidae. Inga underarter finns listade i Catalogue of Life.